# Nieuw-Zeelandse zeeleeuw
De Nieuw-Zeelandse zeeleeuw (Phocarctos hookeri) is een oorrob die voorkomt in de zee ten zuiden van Zuidereiland. Het is de enige soort uit het geslacht Phocarctos.

## Kenmerken
De Nieuw-Zeelandse zeeleeuw heeft een vrij kleine kop. De vachtkleur verschilt per individu, geslacht en leeftijd. Vrouwtjes en jonge dieren hebben een zilvergrijze of bruingrijze vacht, met een bleekgele of roomwitte vacht op de buik, het gebied boven de oren en de ogen, en aan de zijkanten van de snuit. Vrouwtjes worden gemiddeld 2 meter lang en 160 kilogram zwaar. Het mannetje heeft een donkerbruine tot zwarte vacht met donkere manen om de nek, die een zilvergrijze glans hebben. Hij wordt 250 tot 350 centimeter lang en tussen de 300 en 450 kilogram zwaar. Jongere mannetjes, die de eerste jaren dezelfde vachtkleur hebben als vrouwtjes, doorlopen een roodbruine fase voor ze hun volwassen vachtkleur bereiken.

## Voedsel
De Nieuw-Zeelandse zeeleeuw leeft voornamelijk van kleine vissen en platvissen, inktvissen en kreeftachtigen als garnalen, aangevuld met pinguïns en soms jonge zeeberen. Op Macquarie-eiland vormen pinguïns zelfs de hoofdmoot van het dieet.

## Voortplanting
De jongen worden tussen december en januari geboren op enkele open zandstranden. Deze voortplantingsstranden zijn beperkt tot slechts enkele eilanden. De grootste groepen zijn te vinden op de Aucklandeilanden, maar ook Campbell-eiland en de Snares herbergen kraamkamers. De volwassen mannetjes trekken eind oktober, begin november naar deze stranden om een territorium te vestigen. De vrouwtjes volgen eind november, begin december. Zeven tot tien dagen na de worp zal het vrouwtje weer worden gedekt.
De jongen hebben bij de geboorte een donkerbruine vacht met roomkleurige tekening die loopt van de bovenzijde van de kop tot aan de snuit en de hals. Ze verliezen deze vacht na twee maanden. Al bij de geboorte is het verschil tussen mannetjes en vrouwtjes te merken: mannetjes wegen gemiddeld 7,9 kilogram, vrouwtjes 7,2 kilogram. De zoogtijd duurt bijna een jaar. De vrouwtjes zijn na drie à vier jaar geslachtsrijp, mannetjes na vijf jaar.
Door het kleine aantal voortplantingsgebieden is de soort zeer kwetsbaar voor verstoring. De belangrijkste reden voor de achteruitgang van de soort is bijvangst in vissersnetten. Ook raken jongen klem in de holen van uitheemse konijnen, die langs het strand voorkomen. Samen met een ziekte heeft dit geleid tot de IUCN-status "bedreigd" in 2015.

## Verspreiding
Deze zeeleeuw leeft enkel langs de zuidkust van het Nieuw-Zeelandse Zuidereiland en rondom de kleine subantarctische eilandjes ten zuiden van dit eiland. De grootste voortplantingskolonie bevindt zich op de Aucklandeilanden. Ze rusten op stranden, rotsen en klippen langs de kust. Ze wagen zich tot 150 kilometer van de kust vandaan.